# Vuelo 3130 de Dirgantara Air Service
El vuelo 3130 de Dirgantara Air Service (DIR3130/AW3130) fue un vuelo regular doméstico de pasajeros operado por Dirgantara Air Service desde el aeropuerto Datah Dawai, Regencia de Malinau, Kalimantan Oriental al aeropuerto de la capital de provincia, aeropuerto de Samarinda Temindung, Samarinda, Kalimantan Oriental. El 18 de noviembre de 2000, la aeronave que operaba el vuelo, un Britten Norman Islander BN-2 golpeó la copa de varios árboles y se estrelló en un bosque poco después del despegue. Los equipos de búsqueda y rescate pronto descubrieron los restos del vuelo 3130 y a los supervivientes. Nadie falleció en la colisión, pero las dieciocho personas que viajaban a bordo resultaron heridas; once de ellas de gravedad.
El informe final, publicado por el Comité Nacional de Seguridad en el Transporte, concluyó que el accidente fue causado por múltiples factores, que incluyen error del piloto, sobrecarga, y falta de seguridad en el aeropuerto (soborno). La falta de capacidades del piloto, junto con la sobrecarga del avión motivada por un soborno, fueron el detonante de la colisión de la aeronave. La aerolínea cesó sus operaciones en 2009 y fue declarada oficialmente en bancarrota en 2013.

## Accidente
El Britten Norman Islander despegó a las 10:51 hora local, transportando a un total de 17 pasajeros, incluyendo dos bebés y una mujer embarazada de cinco meses, y a un tripulante a bordo. Poco después del despegue, el operador de radio del aeropuerto notificó que el avión había desaparecido detrás del bosque. La aeronave impactó con el primer árbol y comenzó a inclinarse a la izquierda. Entonces impactó con otro árbol y comenzó a dar bandazos. El avión posteriormente contactó con el tercer árbol y comenzó a perder el control. El tren de aterrizaje quedó atrapado en el último árbol con el que colisionó y entonces se precipitó contra el suelo del bosque. Ambas alas se separaron del fuselaje, comenzando a verterse combustible desde el lado derecho del aparato. Esto provocó un elevado riesgo de incendio tras el impacto, ya que el tipo de tierra en Borneo fue habitualmente inflamable.
Se desplegó rápidamente una partida de búsqueda y rescate por parte de las autoridades del aeropuerto de Datah Dawai poco después del accidente. Los restos fueron poco después descubiertos a dos kilómetros del aeropuerto. Las dieciocho personas a bordo, incluyendo los dos bebés y la embarazada de cinco meses, habían resultado heridos, con once de ellos de gravedad. El tripulante de la aeronave, identificado como Capitán Abdul Hayi, tuvo que ser trasladado a Yakarta debido a la fractura de ambas piernas. Los heridos fueron trasladados al hospital local y al Hospital Cívico Wahab Sjachrani en Samarinda. El avión quedó totalmente destrozado, con la sección frontal del avión "totalmente desguazado". La sección de cola fue encontrada a siete metros del fuselaje principal. El fuselaje quedó aplastado y bastante doblado. Los pasajeros y el tripulante quedaron inicialmente atrapados entre los restos. Hubo que desmontar los asientos para poder acceder a los supervivientes del accidente.

## Antecedentes
El avión implicado en el accidente fue un Britten Norman Islander BN-2, registrado en Indonesia como PK-VIY. Fabricado en 1981 en el Reino Unido, llevaba registradas 22336 horas de vuelo. Contaba con un total de una plaza para tripulación y nueve de pasajeros. Su certificado de navegación aérea fue publicado el 27 de septiembre de 2000. Todos los pasajeros y tripulación fueron ciudadanos indonesios. El único tripulante a bordo, el capitán Abdul Hayi, contaba con una experiencia de vuelo de 7560 horas
El aeródromo es propiedad del gobierno local. Las coordenadas son 00° 47' Norte, 114° 34' Este. La elevación no está publicada oficialmente, estando solo medida en el altímetro de las aeronaves, que marcan unos 650 pies sobre el nivel del mar. La pista tiene las designaciones 02 y 20. La longitud de la pista es de unos 750 metros con una anchura de 23 metros. La pista 02 cuenta con un área de detención de 30 metros. La superficie de la pista es de asfalto y su resistencia permite operar aviones CASA 212. Cuenta con una rampa y calle de rodaje, pero no con una torre de control ya que se trata de un aeródromo no controlado. La pista no está dotada de indicadores de aterrizaje y, debido a los vientos predominantes en superficie, la pista preferida para aterrizaje y despegue es la 02. El principal obstáculo es el bosque elevado en dirección norte de la extensión de la pista 02. El primer obstáculo mide 200 pies de alto sobre la elevación de la pista y se encuentra a  533,3 metros del final de la pista 02, y el segundo obstáculo se encuentra a 500 pies de elevación sobre la pista y a 1262,9 metros del umbral de la pista 02. La inclinación de pista es de un 3% en la dirección de la pista 02.

## Investigación

### Inspección inicial

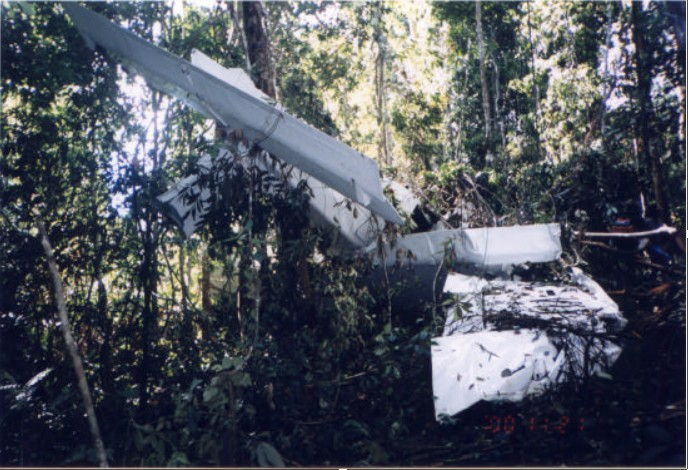
Restos del PK-VIY tras el accidente. Es posible ver la fuerte deformación del fuselaje tras el impacto.

Los investigadores inspeccionaron los restos del vuelo 3130 y descubrieron que no había ninguna prueba de rotación de las hélices en el momento del impacto. Inspecciones adicionales de los restos revelaron que las palancas de hélices, mezcla de combustible y potencia se encontraban en posición retrasada. Esto indicaba que el motor podría no haber estado en funcionamiento en el momento del accidente. El motor pudo haber sido apagado por el capitán Abdul. Hay tres posibles causas que explicarían el apagado de la unidad de potencia; estas son fuego en el motor, fallo de motor, o un procedimiento de emergencia.

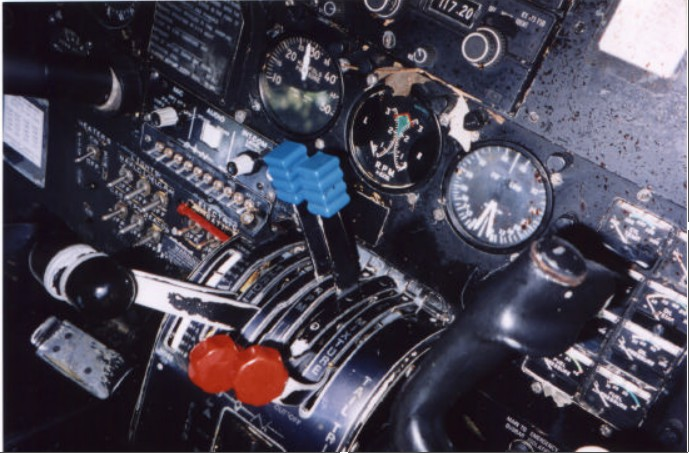
La configuración de palancas descubierta por los investigadores del vuelo 3130.

Las hélices no mostraban ninguna indicación de fuego en el motor. Las hélices se encontraron con un paso rápido y una posición sin abanderamiento, lo que indica un procedimiento inadecuado de apagado del motor. Los restos indicaban que la posición de la palanca de hélices no fue causada por el impacto. Todas las palancas del pedestal quedaron dobladas hacia la izquierda debido al impacto desde el lado derecho. Es posible que el capitán Abdul no hubiera tenido tiempo de realizar un adecuado procedimiento de apagado del motor. Esto, y el hecho de que la configuración de ambos motores fuese la misma indicaban que no se había producido un fallo de motor único. Se examinó una bujía de cada cilindro. Las conexiones estaban secas y limpias, lo que indicaba que no había signos de falla en la combustión.
Los investigadores entrevistaron a los supervivientes. Según el testimonio de estos, se deducía que el avión llevaba más pasajeros que de costumbre. El número habitual de pasajeros fue de nueve, ya que el número de asientos que portaba el avión fue este mismo. Sin embargo en ese momento el avión transportaba a diecisiete. Una fila de asientos que normalmente fue ocupado por dos personas en esta ocasión transportaba a cuatro, provocando que muchos de los pasajeros no llevasen puesto el cinturón de seguridad. Esto provocó el alto número de heridos. Durante el ascenso inicial, el avión no fue capaz de ganar altura y en consecuencia se estrelló. Los supervivientes culparon al exceso de peso como la causa del accidente, lo que llevó a iniciar un análisis del peso y balance del vuelo 3130. Los procedimientos de operación estándar de Dirgantara Air Service afirmaban que el peso máximo al despegue de Datah Dawai estaba limitado a 496 kilogramos, mientras que la carga de pago en el despegue fue de 913,5 kg, excediendo los estándares de la compañía en 417,5 kg, o en un 84% del peso de carga de pago admitida. Britten Norman publicó que el peso máximo al despegue (para la elevación del aeropuerto de Datah Dawai, que se encuentra a 650 pies) es de unas 6.300 libras o 2.860 kilogramos. El peso al despegue del avión en Datah Dawai fue de 6.572 kilogramos, excediendo el peso máximo al despegue del fabricante en 272 libras o en un 4,32%. Sin embargo, Dirgantara Air Service afirmaba que el peso máximo al despegue conforme a manual es de 6.600 libras. El centro de gravedad calculada se encontraba todavía dentro de los límites de la estructura en el momento del vuelo, pero muy próximo al límite posterior del aparato. La corrección del cabeceo en el avión fue configurado cerca del −1, lo que significaba que el centro de gravedad estaba ligeramente retrasado.
Los cálculos de desarrollo de vuelo indicaban que con un peso reportado del avión de 6.007 libras (dentro de los límites permitidos para Datah Dawai según los procedimientos estándar operativos de la aerolínea) y con dos motores operativos,el avión debía ascender hasta 200 pies de altura sobre la elevación de la pista en unos 533,3 metros de vuelo (primer segmento de ascenso). El avión sería capaz de alcanzar 500 pies a 1.261 metros de la pista (segundo segmento de ascenso). Esta capacidad de vuelo permitía superar sin problemas los obstáculos existentes. Usando un desarrollo lineal de vuelo, aplicando el peso actual de 6.572 libras, el gradiente neto de ascenso fue calculado en el 12,6%. Tras aplicar un factor de corrección al modelo lineal el resultado suponía un gradiente de ascenso estimado del 11%. Con este gradiente de ascenso el avión sólo conseguiría alcanzar los 176 pies a 533,3 metros de distancia, en lugar de los 200  pies requeridos. A 176 pies sobre el nivel del aeropuerto, la altura del avión sobre la copa de los árboles fue de 11 pies (marginal).

### Análisis de la secuencia de vuelo
El avión desarrolló un despegue con ambos motores operativos y rotó a la velocidad de 70 nudos. Según los testimonios de los testigos, en el momento que el avión despegó de Datah Dawai, este no parecía estar ganando ninguna altura, ya fuese por una corriente descendente, fallo de motor, o ambos. Al percatarse de que el avión no estaba ganando altura, el capitán Abdul decidió regresar al aeropuerto y viró el avión hacia la izquierda para evitar las copas de los árboles. Esta maniobra, regresando al aeropuerto con un viraje por la izquierda, no tenía fundamento en los procedimientos publicados o en las cartas de aproximación visual, ya que no estaban disponibles para salidas desde la pista 02. Los investigadores tampoco encontraron ninguna publicación de maniobras de emergencia de retorno al punto de partida. Al darse cuenta de que el avión continuaba perdiendo altura, el capitán Abdul se preparó para un aterrizaje de emergencia. No hubo literalmente tiempo para llevar a cabo un procedimiento adecuado de emergencia, ya que el avión continuaba cayendo con una marcada actitud de morro abajo.
Para una salida de Datah Dawai, el primer segmento de vuelo cubre 1600 pies, y el avión debe haber ganado 200 pies de altitud sobre la pista. El vuelo, sin embargo, sólo alcanzó una altitud de 150 pies sobre la elevación de la pista en un rango de 6.000 pies. Esta evidencia probaba que el vuelo 3130 tenía exceso de peso. Una entrevista con el capitán Abdul reveló que tenía el hábito de despegar de Datah Dawai a 70 nudos, más rápido que la velocidad recomendada de despegue del avión de 55–60 nudos, mencionando que haciendo esto mejoraba la capacidad para superar los obstáculos. El pensamiento/percepción del capitán Abdul es incorrecto, ya que si el avión despega a 70 nudos, la distancia entre el avión y los obstáculos (terreno elevado y árboles) es más reducida. dado que la distancia entre el avión y los obstáculos es más corta, el avión tiene que ascender a una mayor tasa de subida. Al encontrarse con exceso de peso, el avión consiguió elevarse, pero su velocidad fue disminuyendo. Tras superar el obstáculo, el avión había perdido tanta velocidad que no pudo seguir ganando altura. Esta combinación provocó que el vuelo 3130 entrase en pérdida.

### Investigación criminal
Dirgantara Air Service afirmó que sólo había nueve pasajeros a bordo del avión. El examen del manifiesto de carga y de billetes de pasajeros, junto con las entrevistas a estos últimos, mostraba que sólo doce de los dieciocho pasajeros tenían billetes válidos, además el peso de los pasajeros no fue correctamente medido en Datah Dawai. El hecho de que el capitán Abdul o la tripulación de tierra no pusieran objeciones al exceso de carga indicaba que se trataba de una práctica común o suponía obtener ganancias adicionales de un modo ilegal con esta práctica. Muy probablemente, esta práctica había sido llevada a cabo anteriormente.
La investigación descubrió que los miembros de Dirgantara Air Service nunca habían obtenido autorización de vuelo para todas sus operaciones desde Samarinda. Esto supone una violación de las Regulaciones de Seguridad de Aviación Civil (CASR), ya que la oficina de despacho del aeropuerto debe firmar la autorización de vuelo y posteriormente supervisar el proceso. Para las primeras operaciones en el aeropuerto, el gobierno local requiere al operador que contrate a personal local para la operativa, como son los miembros de venta de billetes, suministros, etc. El Gerente de Zona de Dirgantara Air Service en Samarinda mencionó que en muchos casos, el personal local no estaba cualificado o no tenía las autorizaciones para trabajar en las operaciones de la aerolínea, pero debían ser contratados igualmente, con las repercusiones que esto tiene en la seguridad operacional. La investigación descubrió que existían dos manifiestos de carga, el manifiesto original, obtenido por la policía del distrito de Tenggarong, y que se sospechaba que provenía de Datah Dawai, mencionaba a siete adultos, un niño, y un bebé; así como varias piezas de equipaje. El segundo manifiesto, con registro 012905, se sospecha que fue elaborado en Samarinda. El número de la esquina superior derecha del documento está pegado, obviamente para cubrir el número real del documento. El manifiesto afirmaba que a bordo se encontraban ocho adultos, dos niños, y dos bebés, así como ninguna pieza de equipaje. Esto supone una importante violación de los procedimientos de seguridad aeronáutica que puede calificarse como dolo si no, incluso, un acto delictivo.
Dado que estas primeras operaciones están subvencionadas por el gobierno local, existe la posibilidad de que la financiación generase algunos problemas, ya que el operador tiene que compensar la ayuda vendiendo billetes a un precio muy inferior al habitual para que la población general pueda permitirse el vuelo, haciendo de este modo que la demanda se viese disparada. Sin embargo, la aerolínea no puede tomar la decisión de añadir vuelos adicionales, ya que el gobierno local, como patrocinador, es el único con autoridad para tomar esta decisión. La alta demanda y la baja oferta aumentan la posibilidad de que se presente el soborno, y sin una fuerte supervisión, el empleado de la aerolínea o las autoridades pueden aceptar sobornos de los pasajeros que no quieran esperar su turno.
Los pasajeros afirmaron que el capitán Abdul realizó una oferta para la venta de asientos a los últimos dos pasajeros por 60.000 y un millón de rupias indonesias (el precio del billete normal estaba fijado en 68.000 rupias). Los pasajeros accedieron a pagar esos precios para poder ser incluidos en el vuelo. El capitán Abdul confirmó que esas ofertas fueron realizadas habitualmente y que las había practicado con anterioridad; sin embargo, no hizo mención al precio. El capitán Abdul y su jefe de pilotos afirmaron que estas prácticas fueron llevadas a cabo habitualmente entre sus compañeros para conseguir dinero extra con el que compensar sus bajos salarios en contraste a las habilidades y servicios que proporcionaban al operar las órdenes de la compañía.
Aunque Dirgantara Air Service emitió avisos a todo el personal sobre las consecuencias de tal acción indisciplinaria, Dirgantara Air Service nunca implementó dicho control. Esta falta de control sugiere que el personal involucrado en tales prácticas llegase a creer que esta práctica no autorizada en realidad fue una gratificación y que se podía repetir de manera continuada.
La práctica mencionada anteriormente se convierte en un riesgo para la seguridad cuando las tripulaciones, atraídas por la cantidad de dinero que obtendrán y sabiendo que no habrá consecuencias adversas para ellos, comienzan a descuidar los límites operativos de la aeronave. Todos estos actos pueden clasificarse como actos delictivos y un desprecio por la seguridad.

### Conclusión
La NTSC fue la encargada de redactar el informe final y determinar la causa del siniestro. El accidente fue causado por la percepción anómala del capitán Abdul mientras despegaba. Pensó que con una velocidad más alta, podría alcanzar la configuración óptima de despegue, cuando en realidad lo único que hizo fue dejar el avión más cerca del obstáculo. Esto obligó a que el avión tuviera que ascender con una mayor inclinación, mientras este tenía un exceso de carga después de que el capitán Abdul y el personal de tierra permitieran que más pasajeros embarcasen al avión, superando el número de asientos disponibles. Este exceso de carga fue debido al cálculo erróneo del peso total del aparato, a la aceptación de sobornos por parte de los pasajeros, y a la ausencia de un sistema de supervisión que evitase esta práctica. Al ascender el avión con una mayor tasa de inclinación, la velocidad del aparato comenzó a caer. En el momento que el vuelo 3130 había superado el obstáculo, también había perdido demasiada velocidad, provocando que el avión perdiese altitud y se estrellase en el bosque.